# Tác chiến chiều sâu

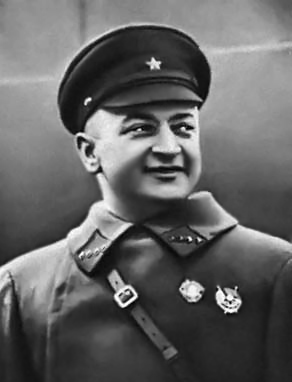
Mikhail Nikolayevich Tukhachevsky trong bộ quân phục Tư lệnh Quân khu (Командующий войсками военного округа) - một tác giả quan trọng của học thuyết tác chiến chiều sâu.

Tác chiến chiều sâu (Tiếng Nga: Теория глубокой операции | Teoriya glubokoy operaschy; tiếng Anh: Deep operations) hay Chiến đấu có chiều sâu là một học thuyết quân sự của Hồng quân Liên Xô được phát triển trong thời kỳ giữa hai cuộc chiến tranh thế giới bởi các nhà chiến lược và lý luận quân sự xuất sắc của Hồng quân mà nổi bật là Nguyên soái Liên Xô Mikhail Nikolayevich Tukhachevsky, Alexander Andreyevich Svechin, Nikolai Efimovich Varfolomeev, Vladimir Kiriakovitch Triandafillov, Georgii Samoilovich Isserson. Học thuyết đã giới thiệu thêm khái niệm nghệ thuật chiến dịch ở giữa hai cấp độ chiến lược và chiến thuật, được các nhà nghiên cứu quân sự trên thế giới sử dụng làm cơ sở phát triển lý luận cho nghệ thuật chiến dịch hiện đại.
Điểm xuất phát tư tưởng của học thuyết là quan niệm bản chất của chiến tranh đã thay đổi và mang tính chất tổng lực. Tư tưởng này dẫn tới sự xác nhận rằng chiến thắng không thể đạt được bằng một trận đánh quyết định, mà bằng các chiến dịch tuần tự nối tiếp nhau liền lạc hợp lý - mỗi chiến dịch một mục tiêu cụ thể được nối kết trong một mục tiêu thống nhất. Ở cấp độ chiến thuật, học thuyết đưa ra cách thức tấn công đồng thời suốt chiều sâu phòng tuyến đối phương bằng lực lượng xung kích chia làm 2 thê đội được hỗ trợ bằng pháo binh, không quân và lực lượng nhảy dù. Để phục vụ cho tư tưởng chiến tranh này, học thuyết nhấn mạnh vào việc cơ giới hóa lực lượng xung kích ở quy mô lớn.
Trên phương diện lịch sử, học thuyết được đánh giá là một hệ thống lý luận khoa học hiện đại nhất so với đương thời, đã được triển khai hoàn chỉnh thành Điều lệ tác chiến 1936 của Hồng quân. Tuy nhiên, do cuộc Đại thanh trừng của Stalin vào những năm 1935-1941, khi các tác giả bị xử tử hình hoặc bị đi đày thì học thuyết mất chỗ đứng. Cho đến sau những thất bại ban đầu của Hồng quân ở Chiến tranh thế giới thứ hai, học thuyết mới được áp dụng trở lại và trở thành nền tảng cho nghệ thuật quân sự Xô viết đi đến chiến thắng cuối cùng.

### Tấn công suốt chiều sâu

Sơ đồ tác chiến chiều sâu 2 thê đội.

Các sơ đồ vận động thọc sâu.